# Valle (Norvegia)
Valle è un comune norvegese della contea di Agder.